# Ärgera
Die Ärgera (frz. Gérine) ist ein etwa 22 Kilometer langer Bach im Schweizer Kanton Freiburg und ein rechter Zufluss der Saane. Er ist bei der Bevölkerung als Naherholungsgebiet beliebt.

## Geographie

### Verlauf
Die Quellen der Ärgera sind im Plasselbschlund. Die Ärgera durchfliesst das Senseoberland.
Nach etwa 22 km mündet die Ärgera bei Marly von rechts in die Saane.

### Einzugsgebiet
Das 85,87 km² grosse Einzugsgebiet der Ärgera liegt im Westschweizer Mittelland und wird durch sie über die Saane, die Aare und den Rhein zur Nordsee entwässert.
Es grenzt
- im Nordosten an das Einzugsgebiet des Galterenbachs, der in die Saane mündet;
- im Osten an das der Sense, die ebenfalls in die Saane mündet;
- im Südosten an das der Simme, die über die Kander in die Aare entwässert;
- im Süden an das des Javro, der über die Jogne in die Saane entwässert;
- im Westen an das des Ruisseau de la Serbache, der über den Lac de la Gruyère in die Saane entwässert und
- im Nordwesten an das der Saane direkt.

Es besteht zu 44,4 % aus bestockter Fläche, zu 45,6 % aus Landwirtschaftsfläche, zu 7,8 % aus Siedlungsfläche und zu 2,2 % aus unproduktiven Flächen.
Die Flächenverteilung
Die mittlere Höhe des Einzugsgebietes beträgt 995,9 m ü. M.

### Zuflüsse
Der längste linke Zufluss ist der Nesslerabach mit 10 km und der längste rechte ist der Höllbach mit 5,2 km.
- Ruisseau du Creux d’Enfer (links), 1,5 km, 1,21 km²
- Ruisseau des Italiennes (rechts), 1,3 km, 0,72 km²
- Ruisseau des Torry (links), 1,1 km
- Ruisseau des Stöcke (rechts), 1,4 km, 0,66 km²
- Torrent des Filis torfènes (Torrygraben) (links), 2,9 km, 4,15 km², 130 l/s
- Wustabach (links), 2,6 km, 2,03 km²
- Roselibach (links), 1,3 km, 1,07 km²
- Wärenabach (links), 1,2 km
- Rumenabach (links), 1,3 km
- Höllbach (rechts), 5,2 km, 9,53 km², 270 l/s
- Bruchbach (rechts), 1,4 km
- Gurtsegglibach (rechts), 1,5 km
- Schwandbach (links), 1,3 km
- Kuhbach (rechts), 3,4 km, 80 l/s
- Muelersbach (Fellbach) (links), 1,8 km, 1,36 km²
- Eimattbach (rechts), 0,3 km
- Eichholzbach (rechts), 1,0 km
- Müelibach (rechts), 0,5 km
- Eibächli (links), 1,3 km
- Tschüprubächli (links), 1,2 km, 1,25 km²
- Rainbächli (rechts), 0,4 km
- Nesslerabach (links), 10,0 km, 26,03 km², 450 l/s
- Ruisseau de Corbaroche (links), 0,2 km
- Ruisseau de Montdrion (links), 0,2 km
- Ruisseau de la Taille (links), 0,4 km
- Ruisseau de la Crausa (links), 1,8 km, 1,07 km²
- Ruisseau du Roule (rechts), 2,2 km, 2,63 km²
- Ruisseau de Copy (links), 3,9 km, 5,53 km², 80 l/s
- Ruisseau de Chésalles (links), 1,3 km, 1,99 km²

## Hydrologie

### Abflussdaten
An der Mündung der Ärgera in die Saane beträgt ihre modellierte mittlere Abflussmenge (MQ) 1,72 m³/s. Ihr Abflussregimetyp ist nivo-pluvial préalpin und ihre Abflussvariabilität beträgt 20.

### Hochwasser

Die Ärgera
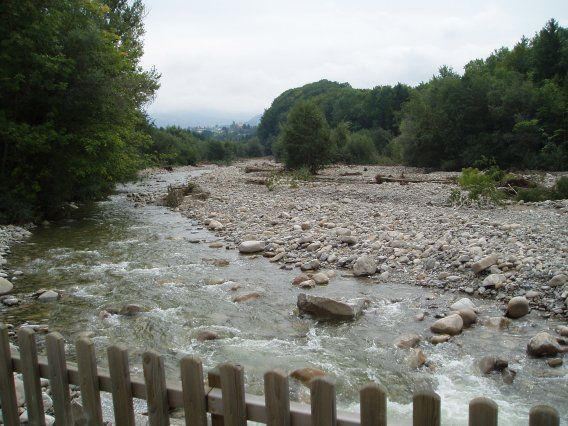
… bei Tentlingen mit normalem Wasserstand
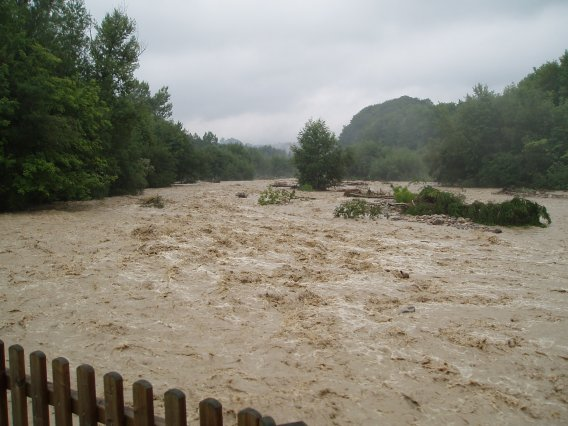
… nach einem Gewitter

Eine Gefahr stellt der bei Gewitter schnell ansteigende Wasserstand dar.
Bei einem Gewitter in den Voralpen kann aus dem Bach innerhalb von 30 Minuten ein reissender Strom werden, wie etwa im Sommer 2005.

## Naturschutzgebiete
Die Ärgera beherbergt auf drei Abschnitten Biotope von nationaler Bedeutung. Es sind drei Auengebiete von nationaler Bedeutung, die alle drei zur Kategorie der Fliessgewässer, in diesem Fall die Ärgera, gehören, und ein Amphibienlaichgebiet. Das erste dieser Auengebiete ist als Plasselbschlund inventarisiert. Es dehnt sich über 17 ha aus. Die Ärgera durchfliesst auf dieser Strecke die Gemeinden von Val-de-Charmey, La Roche und Plasselb. Das zweite dieser Auengebiete, nach dem Fliessgewässer und dem Streckenabschnitt als Ärgera: Plasselb-Marly benannt, ist mit rund 9 km Länge und knapp 174 ha Fläche das grösste der drei Schutzgebiete. Und schliesslich folgt als letztes der drei inventarisierten Auengebiete die Mündung in die Saane bei Marly. Diese als Bois du Dévin inventarisierte Schutzzone erstreckt sich über eine Fläche von gut 15 ha in den Gemeinden von Marly und Hauterive.

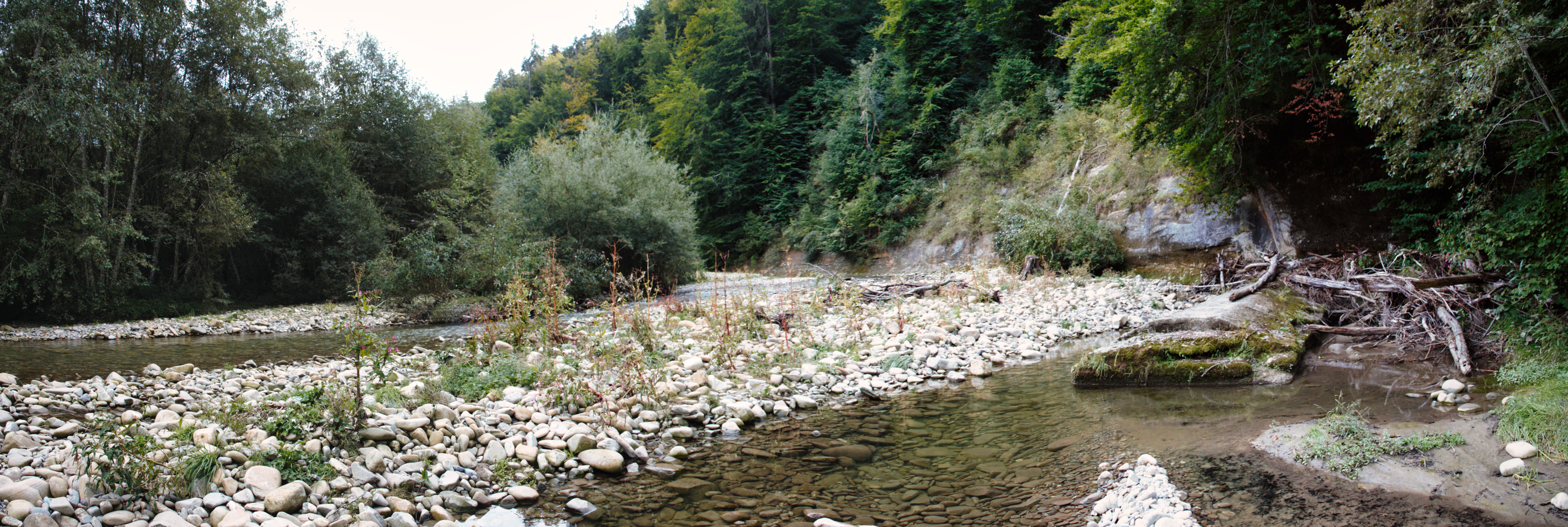
Amphibienlaichgebiet und Auenflusslandschaft der Ärgera bei Marly

Das geschützte Amphibienlaichgebiet von nationaler Bedeutung erstreckt sich rund 9 km entlang der Ärgera von Sageboden in Plasselb bis nach Marly. Dieses als Ärgera inventarisierte Schutzgebiet deckt sich geografisch mit dem grössten der oben erwähnten Auengebiete. Im Jahr 2017 stellte man hier eine grosse Population Bergmolche (Ichthyosaura alpestris), aber auch ein mittleres Vorkommen von Fadenmolchen (Lissotriton helveticus), Gelbbauchunken (Bombina variegata), Erdkröten (Bufo bufo) und Grasfröschen (Rana temporaria) fest.
Die erwähnten Biotope liegen an einem der letzten natürlichen Flussläufe der Schweiz.
Eine Gefahr stellt der bei Gewitter schnell ansteigende Wasserstand dar. Was für den Menschen und seine Infrastruktur eine Gefahr darstellt, ist für Auenlandschaften und Amphibienlaichgebiete notwendig. Denn insbesondere die Amphibien brauchen Überschwemmungen, welche stark genug sind, Geschiebe und Sandbänke zu verschieben und nach dem Rückgang des Pegels Stillwasser, Altläufe und neue Durchflüsse zurückzulassen. Erst die Dynamik des Wassers schafft für sie Reproduktionsgebiete.

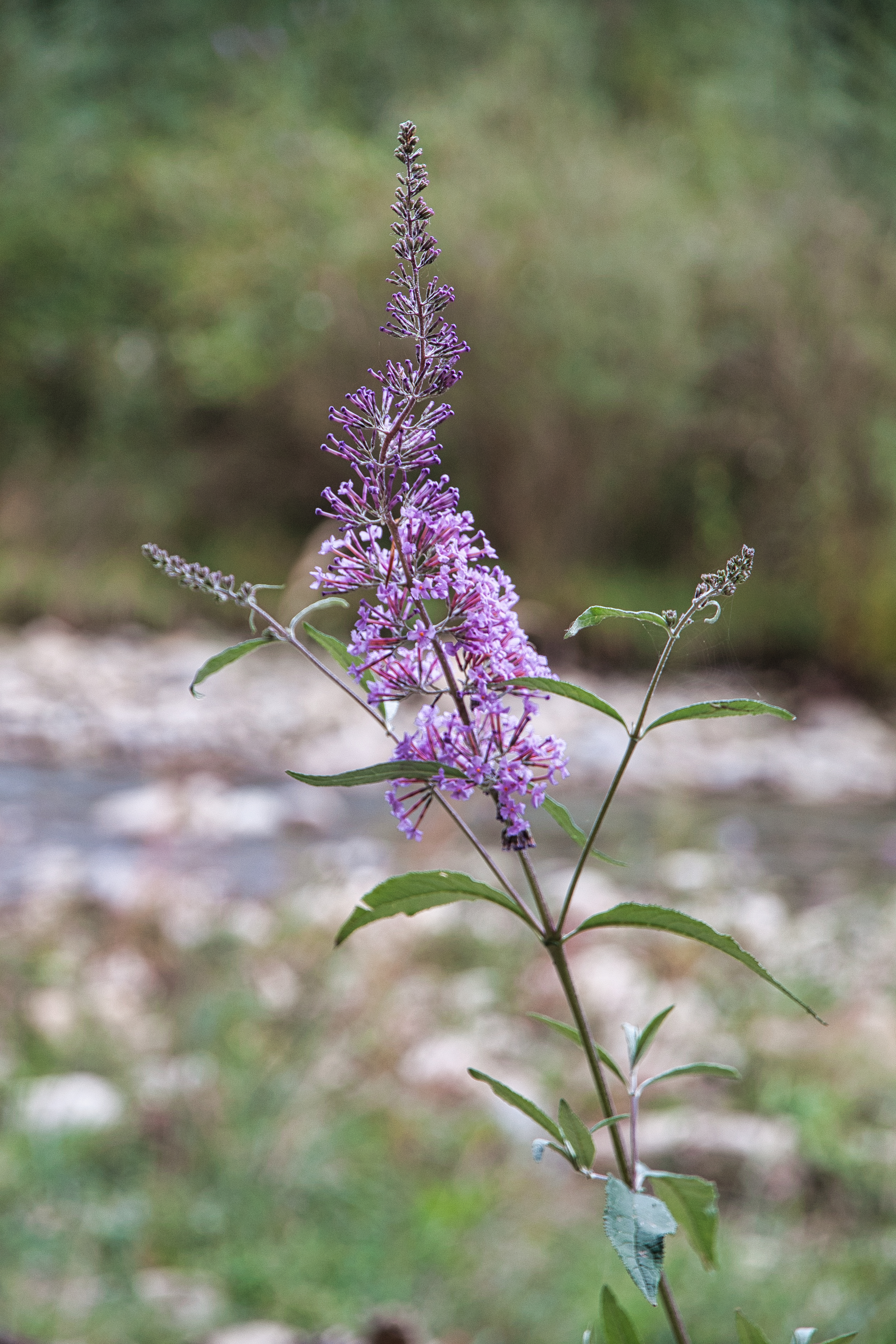
Sommerflieder (Buddleja)
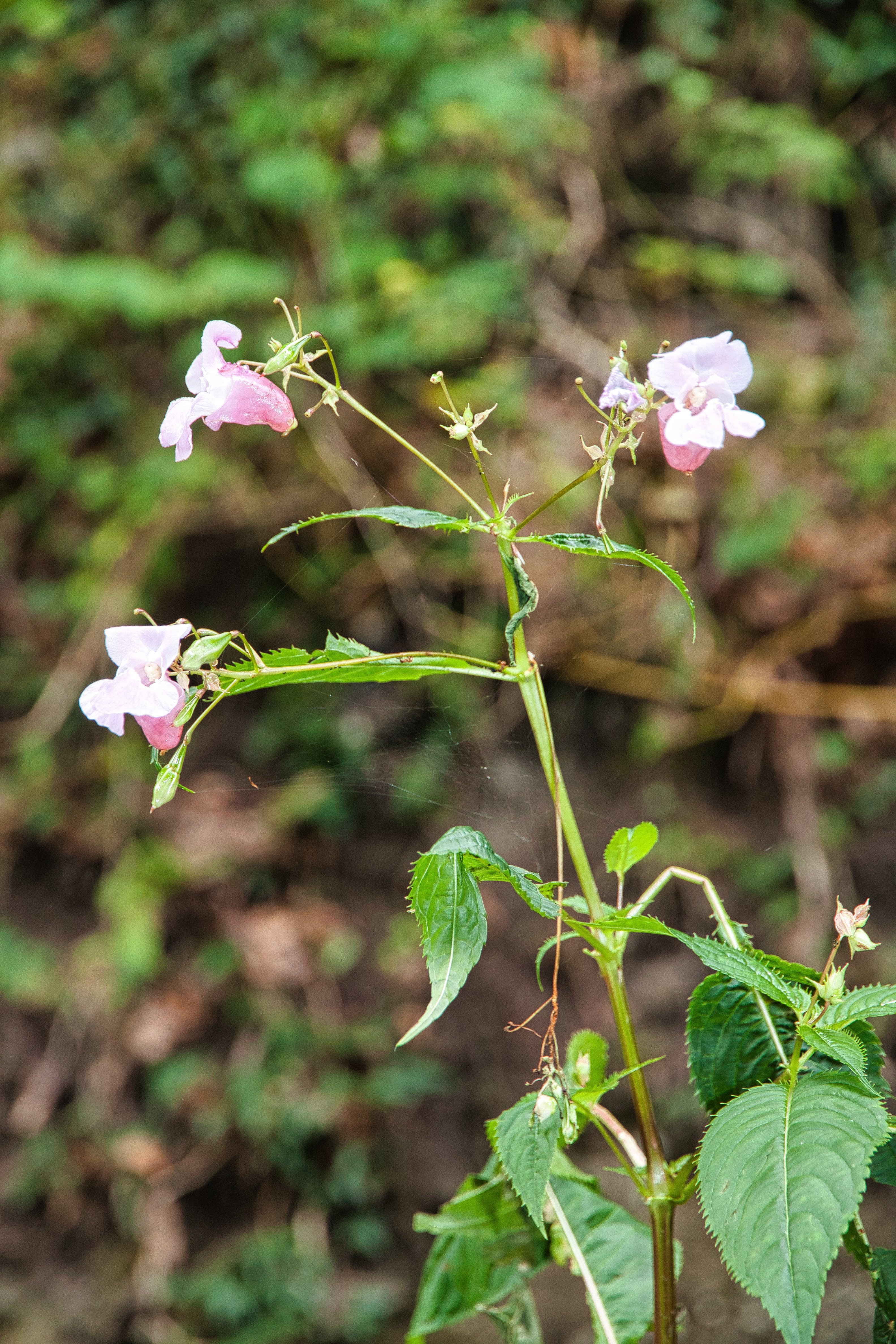
Springkraut (Impatiens)
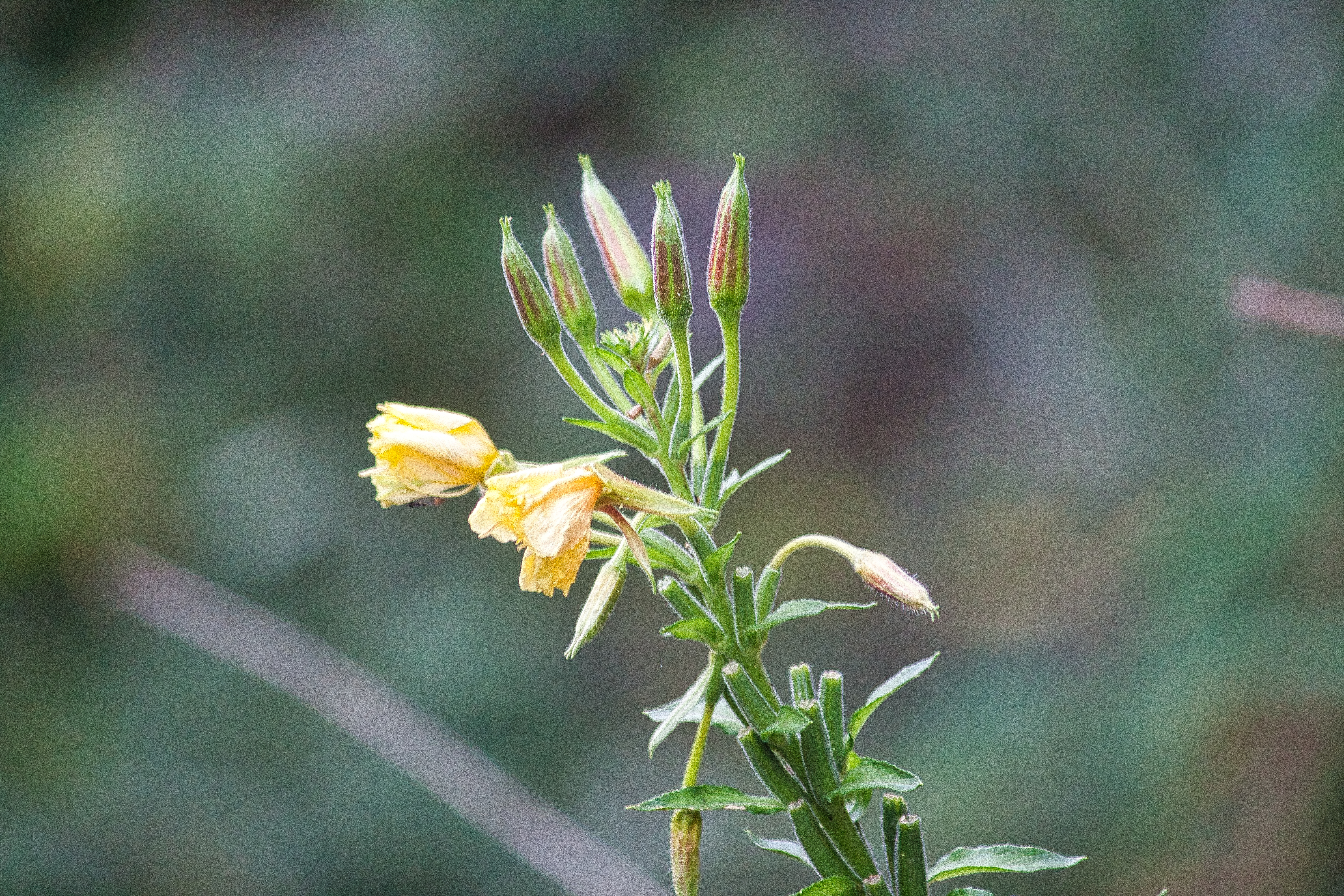
Nachtkerze (Oenothera)